# بازدید
بازدید (انگلیسی: Hits) فیلمی در ژانر کمدی-درام به کارگردانی دیوید کراس است که در سال ۲۰۱۴ منتشر شد. از بازیگران آن می‌توان به مت والش اشاره کرد.